# 岡山ネットワーク
岡山ネットワーク株式会社（おかやまネットワーク、英: Okayama Network Inc.）は、岡山県岡山市北区に本社がある山陽新聞グループのケーブルテレビ局である。岡山市からの資本も受けている第三セクターである。愛称はoniビジョン。

## 概要
中鉄バスグループ（岡山市）を中心に、地場企業など22社2団体と岡山市が出資する第三セクター方式の企業として1983年に設立。中国地方4番目となる都市型ケーブルテレビ局として1993年（平成5年）4月1日、同じ中鉄グループであったテレビ東京系地上波テレビ局・テレビせとうちの当時の本社（岡山市野田5丁目、現存せず）内に開局した。
しかし契約者数の伸び悩みとバブル景気崩壊に伴う中鉄グループの経営悪化で業績不振が続き、1995年から1996年にかけて労働争議も発生。開局5年目の1997年度には累積赤字が15億6000万円あまりに達した。この為、山陽新聞社が1996年12月に当時の筆頭株主だったセコムの全持ち株7888株（3億9440万円）を譲受して新たに筆頭株主（持ち株比率33.8%）となり、さらに各地のCATV会社を傘下に持つジュピターテレコム（東京）の資本参加を受けるなどして経営再建を行った。
2000年にインターネット接続サービスを、2008年にケーブルプラス電話サービスをそれぞれ開始している。デジタル放送の専門チャンネル配信にはJC-HITSを利用している。2007年からはJC-HITS利用局としては初となる地上デジタル放送でのコミュニティチャンネルにおけるデータ放送を121chで実施している。
また赤磐郡瀬戸町（現・東区瀬戸地域、2003年開始）、御津郡建部町（現・北区建部地域、2005年開始）、北区御津地域（旧・御津郡御津町、2008年開始）でもCATV網の整備と放送を行っている。
自主制作放送であるコミュニティーチャンネルでは一時期、当社と同時期に山陽新聞社傘下に入ったテレビせとうちと親会社である山陽新聞社の社員が制作や出演に加わっていたが、現在は行われていない。山陽新聞朝刊紙面にはoniビジョンの番組紹介欄（『見もの』欄）が県内のケーブルテレビ局で唯一、毎日掲載されていたが、2023年4月30日付の掲載を最後に廃止された。

## サービスエリア
全て岡山県。
- 岡山県岡山市の一部
  - 西大寺など東区のほぼ全域（旧瀬戸町域を除く）と中区の南部、南区の藤田・興除地域・灘崎地域地区の全域などはエリア外である。
  - 北区建部地域（旧建部町域）については、旧建部町時代に整備された光ファイバー網（現在は岡山市が保有）を利用してサービスを提供。
- 岡山県久米郡久米南町[5]
- 岡山県久米郡美咲町
  - みさきタウンテレビの「多チャンネルパック」契約者にのみ提供されている。

## 主な放送チャンネル

### 地上波系列別の再送信局一覧
| NHK-G   | NHK-E   | NNN/NNS    | ANN          | JNN         | TXN            | FNN/FNS  | JAITS      |
| ------- | ------- | ---------- | ------------ | ----------- | -------------- | -------- | ---------- |
| NHK岡山 | NHK岡山 | 西日本放送 | 瀬戸内海放送 | RSK山陽放送 | テレビせとうち | 岡山放送 | サンテレビ |

| NHK-FM  | JFN                               | JFL   | コミュニティFM        |
| ------- | --------------------------------- | ----- | --------------------- |
| NHK岡山 | FM岡山 FM香川 Kiss FM KOBE FM大阪 | FM802 | Radio MOMO FMくらしき |

### テレビ局
アナログサービスでは2011年7月まで地上アナログ6局7波のほか、アナログCATVチャンネルでNHK-BS1アナログ、NHK-BSプレミアム・アナログ、お天気チャンネル、サンテレビ・アナログを送信・再送信。さらに2015年3月まで地上デジタル6局7波のみを「デジアナ変換」で再送信していた。
2009年（平成21年）3月31日までのチャンネル一覧は、以下の通り。
※略号凡例
- 放送サービスの種類
  - CA - CATVアナログ放送（一部の専門チャンネル等はホームターミナルを経由せずにアナログCATV対応機器で直接視聴可能だった。）
  - TD - 地上デジタル放送（Dは地上デジタル放送対応機器で直接視聴する場合の受信チャンネル。（）内はリモコン番号。）
  - BS - BSデジタル放送
  - JC - デジタル専門チャンネルおよびCSデジタル放送（JC-HITS）
- 料金区分
  - 無印 - 基本契約のみで視聴可能
  - NHK - NHK受信料は利用料に含まれない。NHKとの直接契約かoniビジョン団体一括支払契約が可能
  - B有 - BS有料放送
  - C有 - CS有料放送
  - PPV - PPV放送

| デジタル    | STB                                  | 放送局                 |
| ----------- | ------------------------------------ | ---------------------- |
| TD011 - 012 | D011 - 012 (1)                       | NHK岡山総合            |
| TD021 - 023 | D021 - 023 (2)                       | NHK岡山教育            |
| TD031 - 032 | D031 - 032 (3)                       | サンテレビ             |
| TD041 - 043 | D041 - 043 (4)                       | 西日本放送             |
| TD051 - 053 | D051 - 053 (5)                       | 瀬戸内海放送           |
| TD061 - 063 | D061 - 063 (6)                       | RSK山陽放送            |
| TD071 - 073 | D071 - 073 (7)                       | テレビせとうち         |
| TD081 - 082 | D081 - 082 (8)                       | 岡山放送               |
| TD121       | D121 (12)                            | oniチャンネル          |
| BS101       | BS101                                | NHK BS                 |
| BS141 - 143 | BS141 - 143                          | BS日テレ               |
| BS151 - 153 | BS151 - 153                          | BS朝日                 |
| BS161 - 163 | BS161 - 163                          | BS-TBS                 |
| BS171 - 173 | BS171 - 173                          | BSテレ東               |
| BS181 - 183 | BS181 - 183                          | BSフジ                 |
| BS191       | BS191                                | WOWOWプライム          |
| BS192       | BS192                                | WOWOWライブ            |
| BS193       | BS193                                | WOWOWシネマ            |
| BS200       | BS200                                | BS10                   |
| BS201       | BS201                                | BS10スターチャンネル   |
| BS211       | BS211                                | BS11                   |
| BS222       | BS222                                | TwellV                 |
| BS231       | BS231                                | 放送大学テレビ         |
| BS234       | BS234                                | グリーンチャンネル     |
| BS236       | BS236                                | BSアニマックス         |
| BS242       | BS242                                | J SPORTS 1             |
| BS243       | BS243                                | J SPORTS 2             |
| BS244       | BS244                                | J SPORTS 3             |
| BS245       | BS245                                | J SPORTS 4             |
| BS251       | BS251                                | BS釣りビジョン         |
| BS252       | BS252                                | WOWOWプラス            |
| BS255       | BS255                                | 日本映画専門チャンネル |
| BS256       | BS256                                | ディズニー・チャンネル |
| BS260       | BS260                                | J:COM BS               |
| BS265       | BS265                                | BSよしもと             |
| BS531       | BS531                                | 放送大学ラジオ         |
| BS4K101     | BS4K101                              | NHK BSプレミアム4K     |
| BS4K141     | BS4K141                              | BS日テレ 4K            |
| BS4K151     | BS4K151                              | BS朝日 4K              |
| BS4K161     | BS4K161                              | BS-TBS 4K              |
| BS4K171     | BS4K171                              | BSテレ東 4K            |
| BS4K181     | BS4K181                              | BSフジ 4K              |
| BS4K211     | BS4K211                              | ショップチャンネル 4K  |
| BS4K221     | BS4K221                              | 4K QVC                 |
| JC700       | JC700                                | えんてれ               |
| JC710       | JC710                                | ショップチャンネル     |
| JC711       | JC711                                | QVC                    |
| JC712       | JC712                                | お天気チャンネル       |
| JC721       | JC721                                | フジテレビTWO          |
| JC722       | 旅チャンネル/MONDO TV（混成放送）    |                        |
| JC724       | 囲碁・将棋チャンネル                 |                        |
| JC725       | LaLa TV                              |                        |
| JC730       | J sports 3                           |                        |
| JC731       | J sports 1                           |                        |
| JC732       | J sports 2                           |                        |
| JC733       | JC733                                | J sports 4             |
| JC734       | スカイA                              |                        |
| JC735       | GAORA SPORTS                         |                        |
| JC736       | 日テレジータス                       |                        |
| JC737       | ゴルフネットワーク                   |                        |
| JC739       | JC739                                | フジテレビONE          |
| JC740       | JC740                                | FIGHTING TV サムライ   |
| JC741       | 釣りビジョン                         |                        |
| JC750       | チャンネルNECO                       |                        |
| JC751       | ファミリー劇場                       |                        |
| JC752       | 日本映画専門チャンネル               |                        |
| JC753       | 時代劇専門チャンネル                 |                        |
| JC754       | Dlife                                |                        |
| JC755       | スーパー!ドラマTV                    |                        |
| JC757       | アクションチャンネル                 |                        |
| JC763       | JC763                                | 衛星劇場               |
| JC764       | JC764                                | 東映チャンネル         |
| JC765       | TBSチャンネル                        |                        |
| JC766       | テレ朝チャンネル                     |                        |
| JC767       | 日テレプラス                         |                        |
| JC768       | ホームドラマチャンネル               |                        |
| JC769       | V☆パラダイス                         |                        |
| JC770       | スペースシャワーTV                   |                        |
| JC774       | 歌謡ポップスチャンネル               |                        |
| JC781       | キッズステーション                   |                        |
| JC782       | アニマックス                         |                        |
| JC790       | 日経CNBC                             |                        |
| JC793       | 日テレNEWS24                         |                        |
| JC795       | テレ朝チャンネル2                    |                        |
| JC798       | ヒストリーチャンネル                 |                        |
| JC799       | ナショナルジオグラフィックチャンネル |                        |
| JC810       | グリーンチャンネル                   |                        |
| JC811       | グリーンチャンネル2                  |                        |
| JC812       | SPEEDチャンネル                      |                        |
| JC950       | JC950                                | プレイボーイチャンネル |
| JC951       | JC951                                | レインボーチャンネル   |
| JC952       | JC952                                | ミッドナイトブルー     |
| JC953       | JC953                                | パラダイステレビ       |
| JC954       | JC954                                | ピンクチェリー         |

2010年（平成22年）4月からはスカイ・A sports+、FOX、ナショナル ジオグラフィック、ホームドラマチャンネル、FIGHTING TV サムライが終了し、ザ・シネマ、ミステリチャンネル、フジテレビNEXTが追加された。その他、詳細は以下の通り。
- フジテレビONEとTWO（739と721の4月からの名称）が4月からオプション料金無しで受信可能に。
- ヒストリーチャンネルが4月からデラックスコースに移行。
- ミステリチャンネルはデラックスコースに追加。フジテレビNEXTはオプションチャンネルとして追加。
- 3月、デジタルコース加入者全員に「アダルトビデオ専門チャンネルとペイパービュー・チャンネルの放送終了と、別チャンネル追加のお知らせ」が、月刊番組表雑誌とは別に送付された。しかし2010年5月14日現在、まだ視聴できる状態になっている。

地上デジタルテレビジョン放送は同一周波数パススルー方式の為、地上デジタル放送対応機器のみでoniビジョンのケーブルに直接接続して視聴が可能。
お天気チャンネルのEPG（電子番組表）でウェザーニューズの番組を放送する時間帯が掲載されているが、ウェザーニューズの番組が放送された事は一切無い（BSデジタルデータ放送910chやパソコン向け動画配信で視聴可。）。

### ケーブルテレビ局自主制作チャンネル
- 121チャンネルと122チャンネルで放送されている。
- 2018年7月5日までは6:00 - 24:00は121チャンネルだけのハイビジョン画質放送で0:00 - 6:00が121チャンネルと122チャンネルの2分割されて標準放送であった。
- 同年7月6日からは24時間常時2チャンネル化を行い121チャンネル、122チャンネル両方ともハイビジョン画質での放送になった。音声は両チャンネルとも圧縮Bモードステレオである。

| チャンネル | 6:00 - 24:00                     | 0:00 - 6:00                      |
| ---------- | -------------------------------- | -------------------------------- |
| 121        | 自主制作番組の放送時間           | ショップチャンネルのサイマル放送 |
| 122        | ショップチャンネルのサイマル放送 | QVCのサイマル放送                |

### ラジオ局
| MHz  | 放送局       |
| ---- | ------------ |
| 76.8 | FM岡山       |
| 77.6 | Kiss FM KOBE |
| 78.2 | FM香川       |
| 79.0 | Radio MOMO   |
| 80.2 | FM802        |
| 82.8 | FMくらしき   |
| 85.1 | FM大阪       |
| 85.8 | NHK岡山FM    |

FM COCOLOは再送信されていない。先述の通りJFN系列局は4局も再送信されているがAM局はNHK、民放とも再送信されていない。

## 電話サービス
- ケーブルプラス電話（KDDIとの業務提携により提供する固定電話サービス）